# 魚介 (イラストレーター)
魚介（ぎょかい）は日本のゲーム原画家、イラストレーター。元アリスソフト所属。SNS等ではおののいもこの別名義も用いる。

## 人物・略歴
アリスソフトに入った当初はグラフィッカーを担当。2013年に『ランス』シリーズの第一作目である『Rance -光をもとめて-』をリメイクした『ランス01 光をもとめて』にて初めてメイン原画を担当し、以降は原画家として活動。また、原画を担当する際はほぼ全ての彩色を自身で担当している。
好きな作品にSNKの格闘ゲーム『ザ・キング・オブ・ファイターズ』シリーズ、好きなキャラクターに同作品の登場キャラクターである「クーラ・ダイアモンド」を挙げる。
『ランス01 光をもとめて』を製作中、『Rance -光をもとめて-』に使用されているBGMを実機から直接録音して原曲で使用する予定だったが社内にPC-98が無かったため、録音には魚介の実家から運び出したPC-286の実機が使用された。
2021年6月、14年間在籍したアリスソフトを退社しフリーランスとなったことを公表した。

## 作品リスト

### アリスソフト
- メイン原画担当
  - ランス01 光をもとめて
  - ランス03 リーザス陥落
  - ドーナドーナ いっしょにわるいことをしよう
- サブ原画・彩色等
  - 闘神都市III
  - はるうられ 校内赤線区域
  - しゃーまんず・さんくちゅあり 巫女の聖域
  - ランス・クエスト
  - パステルチャイム3 バインドシーカー